# 25216 Enricobernardi
25216 Enricobernardi è un asteroide della fascia principale. Scoperto nel 1998, presenta un'orbita caratterizzata da un semiasse maggiore pari a 2,5835475 UA e da un'eccentricità di 0,1823888, inclinata di 13,09925° rispetto all'eclittica.
L'asteroide è dedicato allo scienziato italiano Enrico Bernardi.